# Solovecki otoci
Solovecki otoci (rus. Солове́цкие острова́, pomorijski: Соловки́, karelijski: Solokka, saamijski: Suollek) je najveće otočje u Bijelom moru, na ulazu u Onješki zaljev nasuprot Bjelomorsko-baltičkom kanalu. Nalaze se 64 km od Arhangelska i upravno pripadaju ruskoj Arhangelskoj oblasti.
Solovecko otočje, zajedno s polumjerom od 5 kilometara Bijelog mora oko njih, zaštićeno je rusko područje pod imenom "Solovecki povijesno-arhitektonski i prirodni muzejski rezervat". To se osobito odnosi na otok Solovki na kojemu se nalazi Soloveckij manastir iz 15. stoljeća, ali i druge otoke na kojima su crkve od 16. do 19. stoljeća. Zbog toga su Solovecki otoci 1992. godine upisani na UNESCO-ov popis mjesta svjetske baštine u Europi.

## Zemljopisne odlike
Otočje čini više od 100 malenih otoka, od kojih su najvećih šest:
- Solovki (Veliki Solovecki) - 246 km ²
- Anzerski ili Anzer - 47 km ²
- Velika Muksalma - 17 km ²
- Mala Muksalma - 0,57 km ²
- Valiki Zajacki - 1,25 km ²
- Mali Zajacki - 1,02 km ²

Obala otočja je veoma razvedena i sačinjena od granitnih stijena i gnajsa. Reljef je brdovit (najviša točka otoka je visoka 107 metara) i dijelom močvaran, a na otoku Veliki Solovki tu su i brojna jezera koje su monasi spojili mrežom kanala. Otoci su većinom prekriveni borovima i jelama.

## Povijest
Solovecki otoci su bili naseljeni još u mezolitu (oko 5. tisuljeća prije Krista), kada su klimatski uvjeti ovog područja bili mnogo povoljniji nego danas. Najnaseljeniji su bili u 3. tisućljeću pr. Kr. kada su izgrađena sela, svetišta i sustav navodnjavanja na otocima Anzeru i Velikom Zajackom. Na otoku Veliki Zajacki nalazi se 18 megalitskih spomenika u obliku kamenih labirinta koji su tipični za sjevernu Europu, a ovdje su ponajbolje sačuvani; te više od 600 grobnih gromila i nekoliko megalitskih krugova i poravnjanja. Na Anzeru tu su samo 4 labirinta i 38 gromila, izgrađenih paralelno s morskom obalom.
Solovecki manastir su osnovali trojica monaha iz manastira Kirilo-Belozersk i Valaamskog manastira 1430-ih. S vremenom se proširo na sve otoke otočja, pa čak i nekoliko građevina na kopnu. God. 1478. pripao je Novgorodskoj kneževini i naposljetku Moskovskoj kneževini. Veliku gospodarsku reorganizaciju sproveo je opat Filip Količev polovicom 16. stoljeća. Ona je uključivala izgradnju putova, mljekare i povezivanje nekoliko jezera kanalima kako bi se osigurala slatka voda, ali i početak industrije opeka i keramike. On je zaslužan i za izgradnju nekih od najvažnijih vjerskih građevina na otocima. Kamena utvrda je izgrađena od 1582. – 94. godine, nakon čega su Solovecki otoci postali gospodarsko, vjersko, vojno i kulturno središte cijele oblasti.
Iako je rabljen i kao zatvor za državne kriminalce, manastir je privlačio mnoge hodočasnike. Manastir se pobunio protiv crkvenih reformi patrijarha Nikona, te ga je opsjedala ruska vojska od 1668. – 76. godine. Nakon toga je manastir nastavio prosperirati i mnoge drvene građevine su zamijenjene kamenima. Solovecka utvrda je odbila mnoge napade tijekom Livonijskog rata (1558. – 83.), Borbe za rusku krunu (17. st.), Krimskog rata (19. st.) i Ruskog građanskog rata (20. st.). God. 1714., izgradnjom vojne utvrde na uću rijeke Dvine, Solovjecka utvrda je izgubila vojnu ulogu i postala je zatvorom.
Obrtništvo se prilagodilo drugim djelatnostima, kao što je ikonoslikarstvo, drvodjeljstvo, drvorezbarstvo i litografija, a manastiri na manjim otocima su postali trgovačka mjesta za trgovinu s ruskim gradovima, zbog čega se osuvremenila luka i izgrađena su mnoga skladišta. Manastir Makajev je postao botaničkim vrtom koji je opskrbljivao ruske gradove voćem iz staklenika.
Napredak manastira je naglo obustavljen Oktobarskom revolucijom kada je manastir ukinut i uspostavljena je Državna farma Solovki. Farma je ipak ukinuta 1923. godine kada su otoci postali logorom za političke i druge zatvorenike. Od 1939. do 1957. otoci su rabljeni i za pomorske vojne vježbe.
God. 19667. otvoren je muzej otoka, a 1990. obnovljen je manastir i vraćen ruskoj crkvi.

## Znamenitosti
Najvažnija znamenitost Manastira Solovecki je na otoku Veliki Solovecki. Sastoji se od tri dijela, središnji trg s kompleksom monumentalnih građevina, te južno u sjeverno dvorište posvećena domaćinskim aktivnostima i obrtima. Na središnjem trgu se nalazi Crkva Uzašašća u novgorodskom stilu s refektorijem i podrumima, te Katedrala Kristova Preobraženja, Toranj (1776. – 77.), Crkva sv. Nikole (1831. – 33.) i Katedrala Svetog Trojstva, Zosima i Sabata (1859.). Sjeverno dvorište uključuje zgrade raznih obrta, poput ikonoslikarstva (osnovanog 1615.), krojača i obućara (1642.), skladišta, spavaonica opata upravitelja i podrum kožarskih presvlaka (17. st.). Na južnom dvorištu nalazi se staja, vodenica, praonica i kupatilo.
Utvrda iz 1594. godine je izgrađena od kamenih blokova; ima pet stranica s tornjem na svakom kutu, a zidovi su debeli 7 metara u osnovi. Manastirsko selo ima kapelu posvećenu sedmorici careva, hostel za hodočasnike, pristanište, hidro električnu postaju i druge industrijske instalacije.
Pored još četiri samostana na otoku Solovki, postoje i manastiri na drugim otocima: Manastir Trojstva iz 17. st. na otoku Azer, Manastir s kamenom lukom na Velikom Zajackom i Manastir Sv. Sergija na Velikoj Muksalmi iz 16. stoljeća.
- Maketa kompleksa Manastira Solovecki
- Zidine utvrde Solovecki
- Toranj na kutu
- Manastir na Anzeru
- Manastir Faustovo

## Vanjske poveznice
- Solovjecki manastir viđen sa Svetog jezera Posjećeno 11. veljače 2011. (engl.)